# Опыт (Башкортостан)
О́пыт — упразднённый посёлок в составе Калтасинского сельсовета Калтасинского района Башкирской АССР России. Жили русские (1959).

## География
Располагался в пределах Прибельской увалисто-волнистой равнины, в 1 км от райцентра села Калтасы и в 38 км к югу от ж.‑д. ст. Янаул.
В справочнике по 1952 году не упомянут, есть хутор Опыт Ташкиновского сельсовета Калтасинского района, в 45 км от Калтасов, в 8 км от села Ташкиново, в 5 км от станции Нефтекамск.

## История
Основан после 1925 на территории Бирского кантона.
Существовал до середины 1960‑х гг.

## Население
По Всесоюзной переписи 1939 года проживали 52 человека, из них 27 мужчин и 25 женщин. По Всесоюзной переписи 1959 года — 41 человек, из них 20 мужчин, 21 женщин.